# Kaplica św. Zofii w Bliżynie
Kaplica świętej Zofii – rzymskokatolicki kościół filialny należący do Parafii św. Ludwika w Bliżynie.
Kaplica została wzniesiona w latach 1817–1818 dzięki staraniom rodziny Potkańskich. W 1990 roku była restaurowana. We wnętrzu odbywają się Festiwale Muzyki Organowej i Kameralnej.
Budowla jest drewniana i posiada konstrukcję zrębową. Świątynia jest orientowana, do jej budowy użyto drewna modrzewiowego. Kaplica została wzniesiona na planie wydłużonego ośmiokąta. Częściami kaplicy są: prezbiterium zamknięte prostokątnie posiadające żeliwne schody zewnętrzne, zakrystia, kruchta i kaplica. Nawa nakryta jest dachem namiotowym, złożonym z gonta. W środkowej części znajduje się ośmiokątna wieżyczka na sygnaturkę z latarnią, zwieńczona cebulastym dachem hełmowym, wykonanym z blachy miedzianej. Wnętrze jest ozdobione boazerią. Mały chór muzyczny jest podparty dwoma słupami. Wnętrze nakrywają płaskie stropy. Ołtarz główny został wykonany w 1 połowie XIX wieku; drugi ołtarz znajduje się w kaplicy i pochodzi z XIX wieku.
Każdego 16 dnia miesiąca o godz. 19.00 odbywa się tam msza.

## Galeria

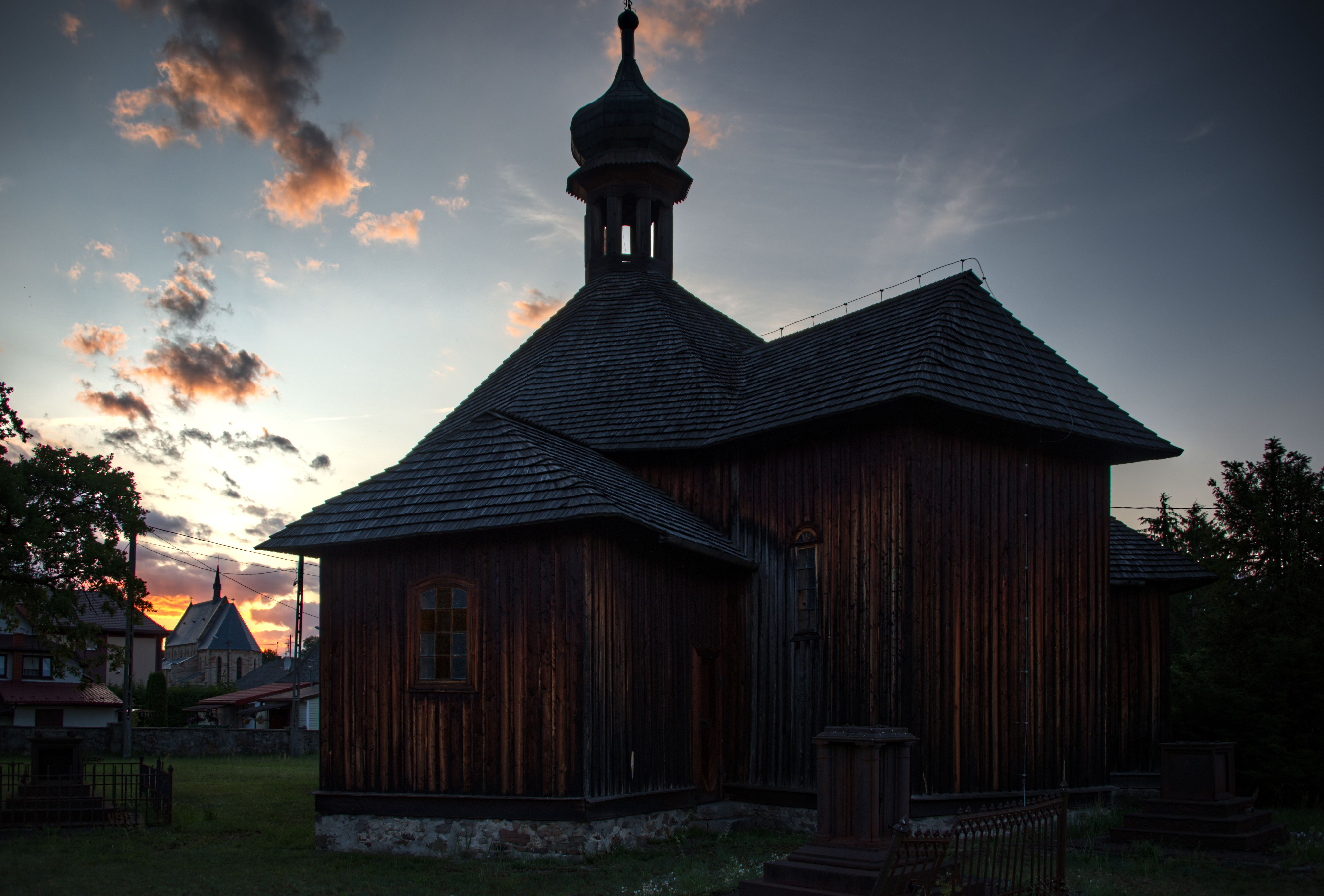
Kaplica tuż przed zachodem słońca
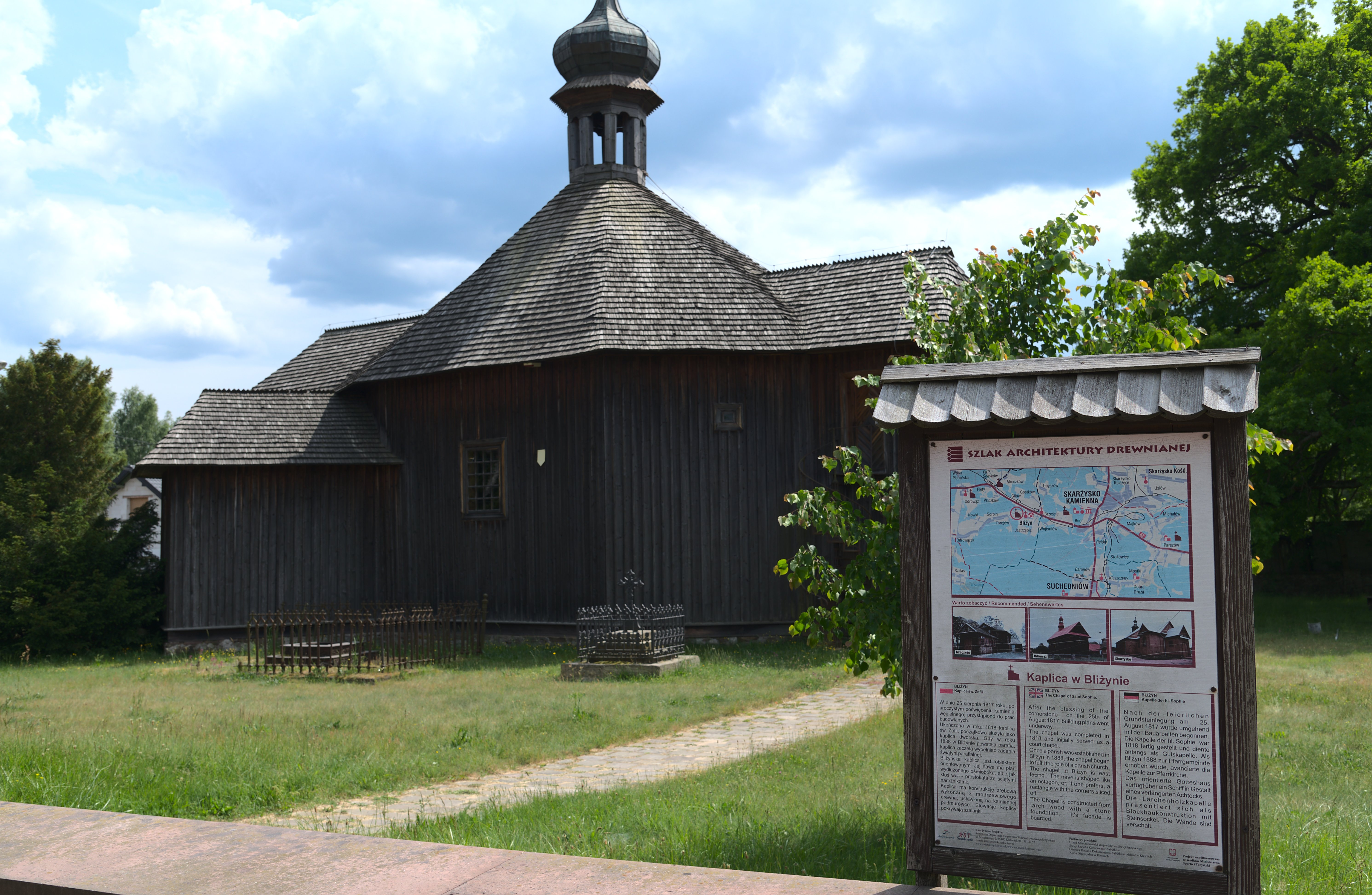
Widok od ulicy z widoczną tablicą informacyjną
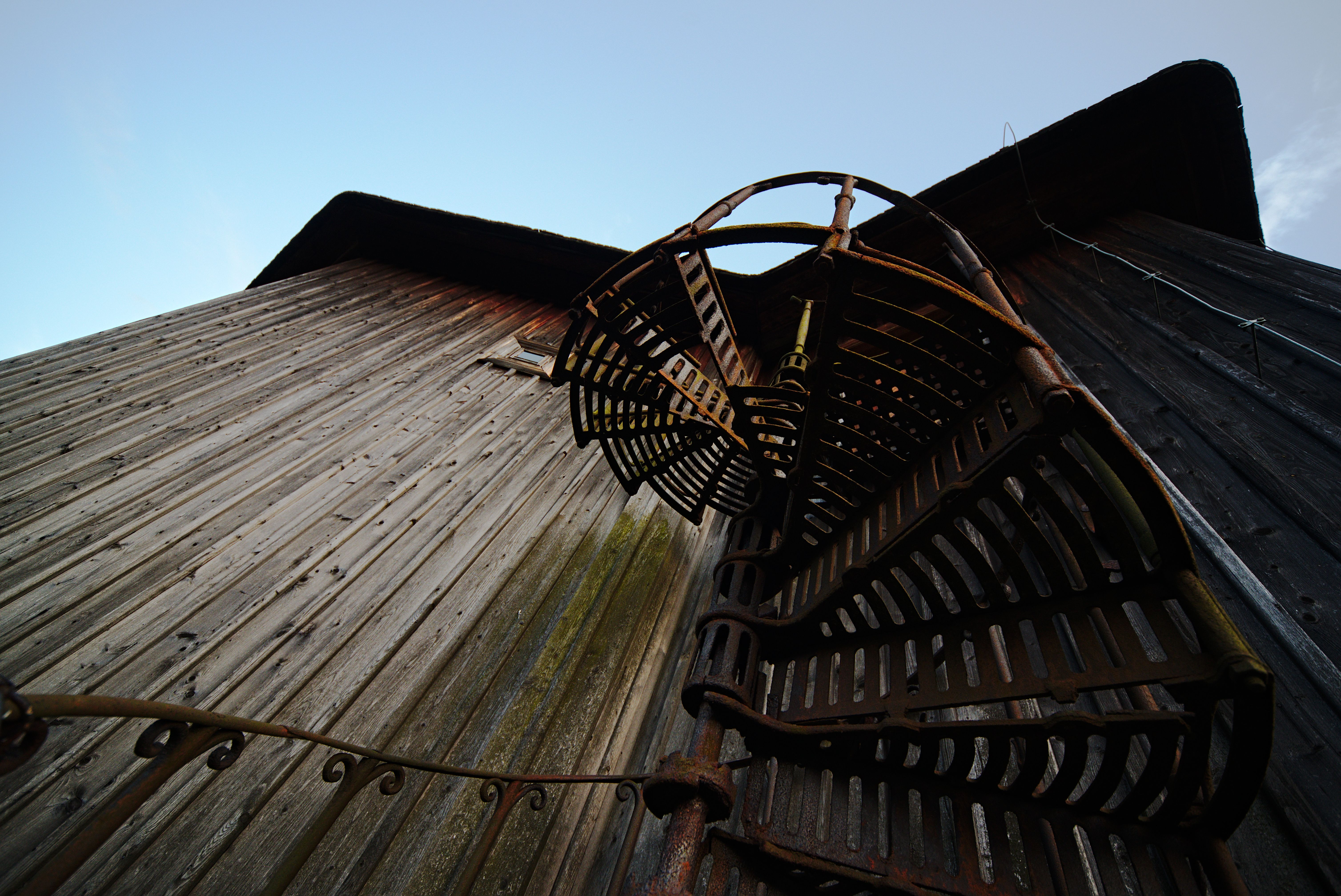
Metalowe schody, będące częścią kaplicy
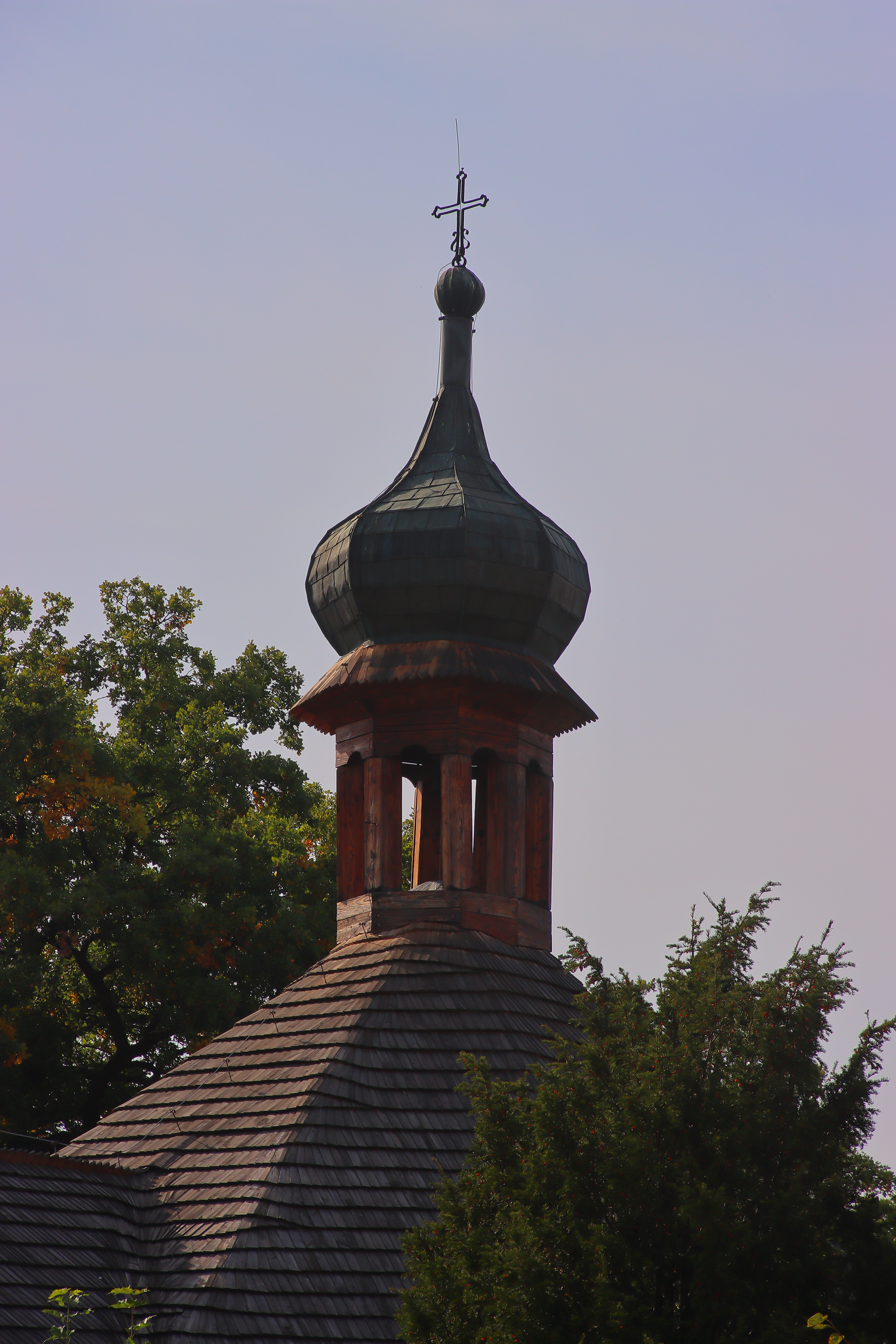
Widok na wieżyczkę
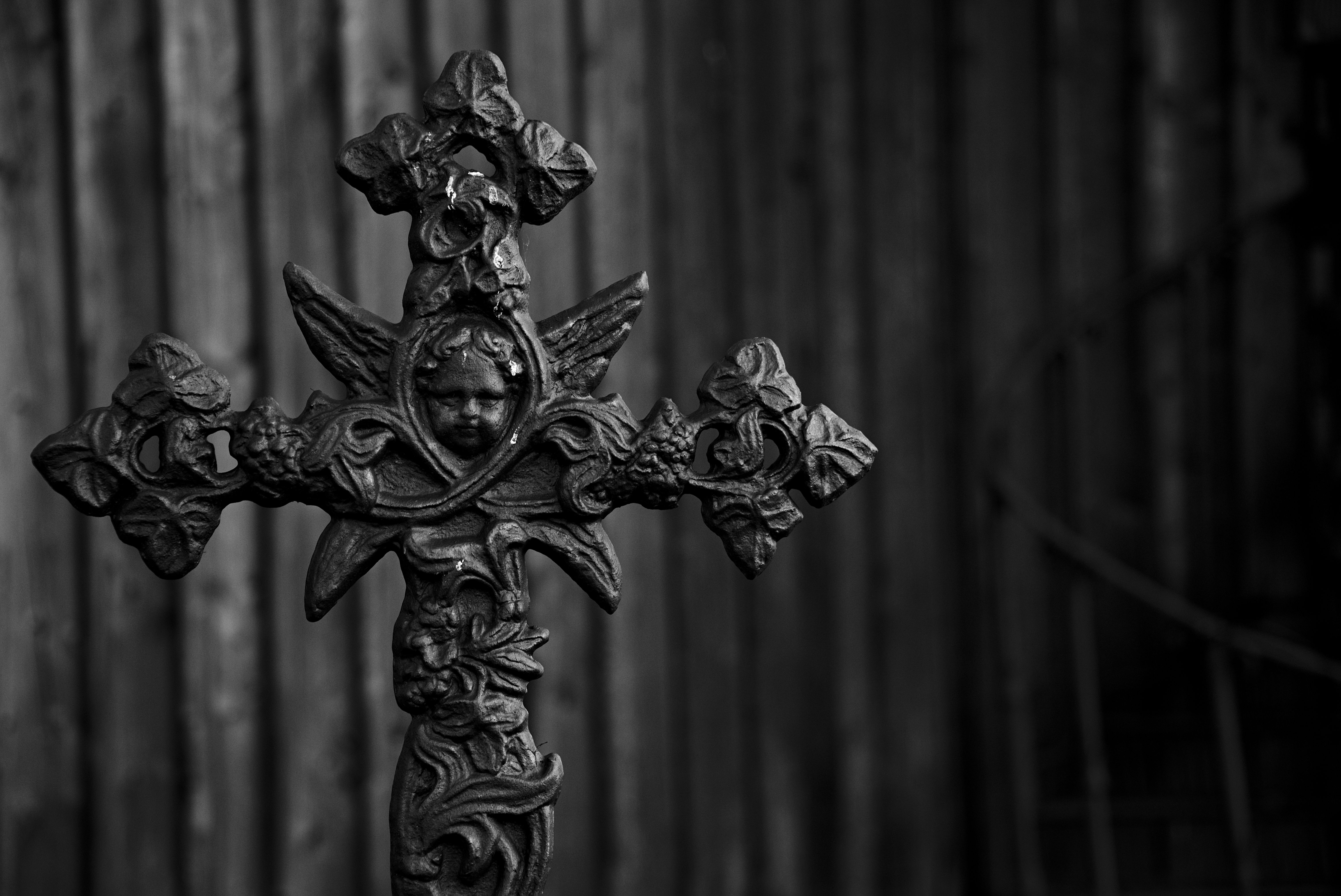
Żeliwny krzyż na terenie cmentarza obok kaplicy